# 469 Аргентина
469 Аргенти́на (469 Argentina) — астероїд головного поясу, відкритий 20 лютого 1901 року Луіджі Карнерою у Гейдельберзі.
Тіссеранів параметр щодо Юпітера — 3,148.